# Eranina suavissima
Eranina suavissima là một loài bọ cánh cứng trong họ Cerambycidae.